# Kai-Christian Bruhn

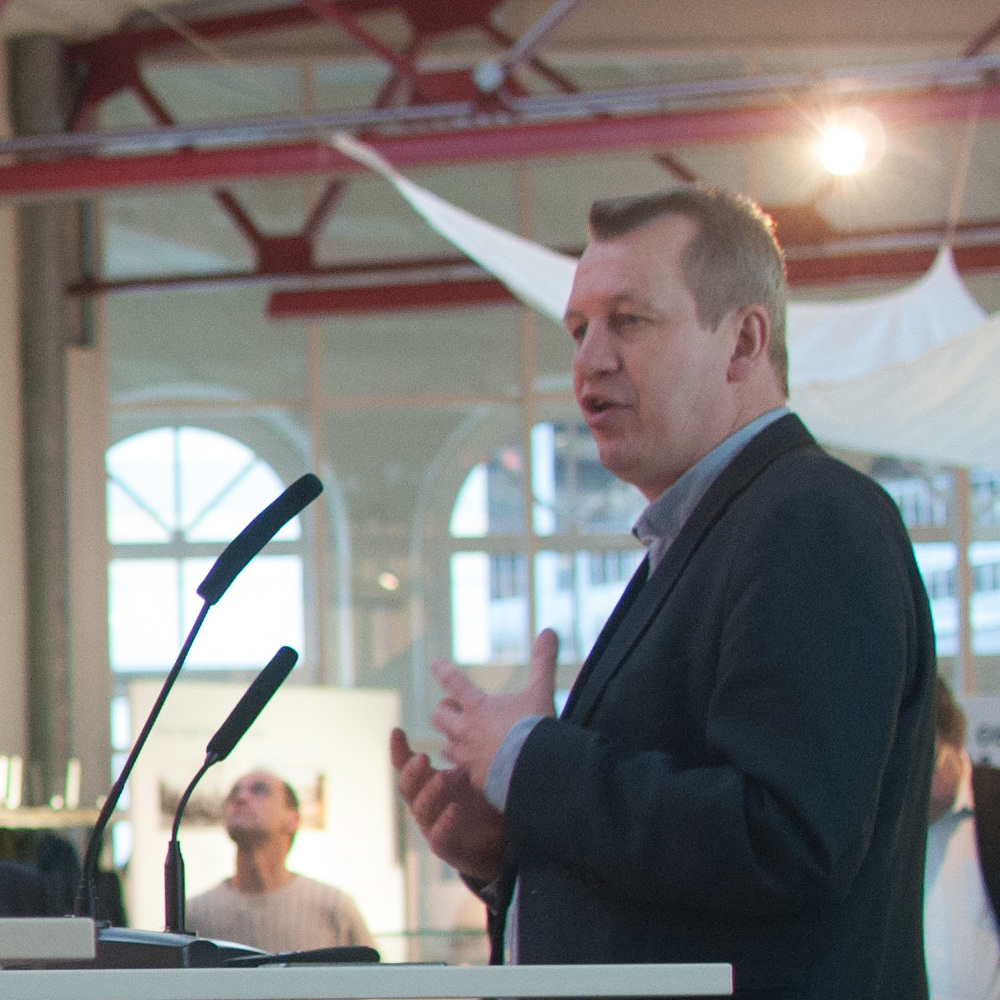
Kai-Christian Bruhn, 2016

Kai-Christian Bruhn (* 24. Januar 1970 in Hamburg) ist ein deutscher Fachmann für Archäoinformatik und Digital Humanities.

## Leben und Wirken
Kai-Christian Bruhn studierte von 1991 bis 1998 an der Freien Universität Berlin und der Ruprecht-Karls-Universität Heidelberg Klassische Archäologie, Ur- und Frühgeschichte und Vorderasiatische Archäologie. Seine grundständige Promotion erfolgte im Jahre 2002 an der Universität Heidelberg bei Tonio Hölscher mit einer Arbeit zum Orakeltempel in der Oase Siwa. Von 2000 bis 2004 war Bruhn wissenschaftlicher Mitarbeiter am Schweizerischen Institut für ägyptische Bauforschung und Altertumskunde in Kairo und leitete die örtlichen Grabungen in Assuan.
Von 2005 bis 2008 folgte eine freiberufliche Tätigkeit im Bereich der Mess- und Informationstechnik in der Archäologie. Seit 2008 ist Bruhn Professor für „Interdisziplinäre Anwendungen raumbezogener Mess- und Informationstechnik“ an der Hochschule Mainz. Seit November 2015 ist er der Gründungsdirektor des mainzed, des Mainzer Zentrums für Digitalität in den Geistes- und Kulturwissenschaften. Seit 2016 ist er zudem Honorarprofessor am Fachbereich 07 Geschichts- und Kulturwissenschaften der Johannes Gutenberg-Universität Mainz und Leiter des hochschulübergreifenden Masterstudiengangs „Digitale Methodik in den Geistes- und Kulturwissenschaften“.

### Forschungsschwerpunkte
Seine Forschungsschwerpunkte liegen in der Archäoinformatik und den Digital Humanities. Bruhn befasst sich hier mit Digitaler Dokumentation, Geoinformationssystemen und Interoperabilität von Forschungsdaten. Er überführt Konzepte der Geodateninfrastruktur in die Geistes- und Kulturwissenschaften und beschäftigt sich im Feld der Spatial Humanities u. a. mit Data Curation, Datenbanken, Geoinformatik, Langzeitarchivierung, Semantic Web und Linked Open Data.

### Auszeichnungen
2017 wurde Bruhn der Akademiepreis des Landes Rheinland-Pfalz für seine Leistungen in der Lehre und Forschung verliehen.

### Ehrenamt
Kai-Christian Bruhn war von 2019 bis 2022 Vorsitzender der AG CAA – Computer-Anwendungen und Quantitative Methoden in der Archäologie e.V.

## Schriften
- Ammoniaca I. „Kein Tempel der Pracht“ Architektur und Geschichte des Tempels aus der Zeit des Amasis auf Agurmi, Oase Siwa. Harrassowitz, Wiesbaden 2010, ISBN 978-3-447-05713-4 (Dissertation)